# Куларово
Куларово (тат. Коллар) — село в Вагайском районе Тюменской области, административный центр сельского поселения Куларовское.

## География
Село расположен на юге региона, находится на берегу реки Чиконай и озера Большое Куларовское.

## История
Ранее называлось Куларовская Слобода, татары по сей день называют его «Слуута» (Марганова Ф. Ф. Сибирско-татарские поселения с лексемой «qul»: история и современность / Ф. Ф. Марганова // История, экономика и культура средневековых тюрко-татарских государств Западной Сибири : материалы II Всерос. науч. конф. (Курган, 17-18 апр. 2014 г.). — Курган, 2014. — С. 113—114.).
Г. Ф. Миллер в «Истории Сибири» писал: «Ермак отправил 60 отборных людей с тем, чтобы они попробовали свое счастье и напали на царевича Маметкула. Они застали его около озера Кулара, недалеко от Иртыша, где впоследствии стояла Куларовская слобода» (Миллер Г. Ф. История Сибири. М.: «Восточная литература», 1999. Т.I, с.234).

## Население
| 2010 |
| ---- |
| 341  |

## Инфраструктура
- Дом культуры
- Школа

## Транспорт
Автобусное сообщение.